# Chiesa di San Filippo Neri (Ascoli Piceno)
La chiesa di San Filippo Neri è un luogo di culto cattolico che si trova nella frazione di Villa Sant'Antonio nel comune di Ascoli Piceno.

## Storia e descrizione
È un esempio significativo di architettura eclettica con delle eleganti decorazioni interne. Fu costruita dal 1928 e negli anni successivi, interamente in mattoni. La chiesa presenta una navata unica e una pianta rettangolare. Nella facciata, oltre al portale, è ben visibile il grande arco nella parte alta della struttura, fino a toccare il timpano triangolare posizionato all'estremità. Le cornici sono in cotto, mentre le pigne ai due lati in cemento. Tra l’arco e il portale c’è il rosone.

Ai lati della struttura troviamo delle alte e strette finestre ad arco ogivale. Sul lato nord della chiesa che si affaccia sulla via Salaria, troviamo il campanile in cui è presente la campana dell’ex chiesa di Sant’Andrea Apostolo, ubicata nel centro di Ascoli in corso Mazzini.

### Interno
Nel suo interno le decorazioni pittoriche furono eseguite a tempera da Dante De Carolis, fratello del più celebre Adolfo De Carolis, dal 1940 al 1943. Le pitture presentano dei finti marmi e degli arazzi, mentre nelle parti più alte sono disegnate delle figure geometriche. Il soffitto della navata è realizzato con una voltatura che lo divide in tre campate; al centro sono raffigurati San Gabriele dell'Addolorata e San Pio X. L’abside presenta pitture dove spiccano i quattro evangelisti con al centro l'Agnus Dei.